# アリソン・サムラル
アリソン・サムラル（Alison Sumrall）は、アメリカ合衆国の女性声優。ADVフィルムとセンタイ・フィルムワークスに勤務している。

## 出演作品

### テレビアニメ
- あずまんが大王 (神楽)
- エルフェンリート (斎藤他)
- ドラゴンボールZ (蛇姫のメイド、東の都の民)
- うたわれるもの (サクヤ、フミルィル)
- リトルバスターズ! (笹瀬川 佐々美)
- Fate/kaleid liner プリズマ☆イリヤ (藤村 大河)[1]
- 中二病でも恋がしたい！ (六花の祖母)
- SHIROBAKO (伊藤 鈴鹿)
- やはり俺の青春ラブコメはまちがっている。 (由香)[2]
- 色づく世界の明日から (川合胡桃)
- 恋は雨上がりのように (えん)

### 劇場アニメ
- ガールズ＆パンツァー 劇場版 (澤梓)
- モーレツ宇宙海賊 ABYSS OF HYPERSPACE -亜空の深淵- (ヤヨイ・ヨシトミ、小林丸 翔子）

### ゲーム
- ワールズエンドクラブ (ニョロ)